# Carlo Patrignani
Carlo Patrignani (L'Aquila, 1869 – Carpegna, 19 settembre 1948) è stato un pittore italiano, allievo di Teofilo Patini.

## Biografia
Nato all'Aquila da Giacomo Patrignani e Domenica Vittorini, mostrò già in giovanissima età una predisposizione per la pittura.
Intraprese quindi gli studi artistici divenendo allievo — con Amleto Cencioni e Amedeo Tedeschi — di Teofilo Patini con cui, sul finire del secolo, collaborò nell'apertura e gestione della Scuola di decorazione pratica presso l'atelier dello stesso maestro, all'interno di Palazzo Ardinghelli.
Tra i primi lavori del Patrignani vi è il pregevole ciclo di dipinti della chiesa di Santa Maria Paganica, d'influenza neoclassica, caratterizzato da una sequenza di dipinti murali riguardanti gli episodi della vita della Vergine Maria e i quattro evangelisti ai lati della cupola; l'opera è risultata quasi interamente perduta a causa del terremoto dell'Aquila del 2009 che ha causato il crollo della parte sommitale dell'edificio.
Nel primo decennio del XX secolo collaborò con il Patini alla decorazione pittorica di alcune chiese dell'aquilano, tra cui il Santuario della Madonna della Libera a Pratola Peligna e la chiesa di Santa Maria dei Raccomandati a San Demetrio ne' Vestini: nella prima realizzò la Madonna delle Grazie mentre nella seconda completò la pala d'altare con l'Angelo custode, stante la malattia che colpì il maestro durante i lavori. Tra il 1905 e il 1908 realizzò la Madonna immacolata per la chiesa di San Filippo Neri di Sulmona. Negli stessi anni fu inoltre attivo, all'Aquila, nella decorazione di alcuni edifici ed uffici pubblici, tra cui l'Archivio Diocesano, il Convitto nazionale Domenico Cotugno, la biblioteca provinciale Salvatore Tommasi e l'Ospedale San Salvatore.

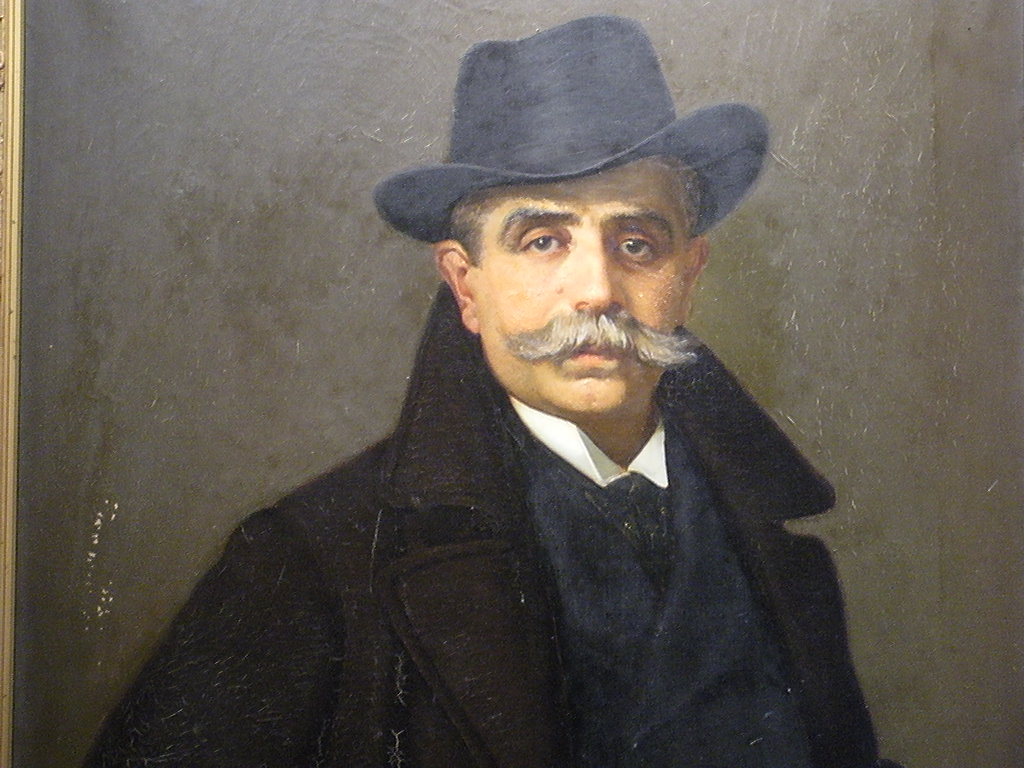
Ritratto postumo di Teofilo Patini, Pinacoteca Patiniana, Castel di Sangro (AQ).

Alla morte del Patini, nel 1906, gli fu affidata la cattedra, resa vacante dallo stesso, nella Scuola d'Arte e Mestieri dell'Aquila. Patrignani aprì, inoltre, un suo atelier in via Roma ed in questo periodo produsse i due Angeli, oggi al Museo nazionale d'Abruzzo in prestito dal Tribunale dei Minori dell'Aquila, e il celebre Ritratto postumo di Teofilo Patini, conservato presso la Pinacoteca Patiniana di Castel di Sangro, città natale del maestro.
Nei primi decenni del XX secolo, il Patrignani fu particolarmente attivo in città in numerosi ambiti, dallo sport ginnico — che promosse tramite la fondazione del Circolo sportivo Patrignani — alle prime esperienze automobilistiche, ciclistiche e aviatorie, portate avanti affiancandosi ad un giovanissimo Emilio Pensuti, che successivamente divenne uno dei più noti piloti italiani.
Nel 1914 fu incaricato di decorare la Sala rossa del Teatro comunale dell'Aquila; Patrignani vi realizzò un ciclo di dipinti dedicati alle arti e all'artigianato locale (Allegoria delle arti e dell'artigianato, anch'esso parzialmente distrutto dal sisma del 2009) in cui manifestò influenze liberty e un espressionismo decisamente modernista.
La frenetica attività del Patrignani in Abruzzo terminò misteriosamente nel 1915; forse a causa del terremoto della Marsica, il pittore si trasferì temporaneamente a Francavilla al Mare presso l'amico e collega Francesco Paolo Michetti.
Si spostò quindi a Cattolica dove, sul finire dell'anno, fu incaricato di realizzare gli apparati decorativi del Palazzo Mancini, sede municipale. Alla morte della moglie Marianna, si ritirò a Carpegna, nel Montefeltro, dove — salvo un breve soggiorno a Pescara sul finire della seconda guerra mondiale — visse la parte conclusiva della sua vita. A questo periodo risalirebbe il San Martino e il povero posto nella chiesa di San Martino ed a lui attribuito.
Il 18 settembre 1948 fu colto da malore all'uscita del seggio elettorale e morì il giorno seguente.

## Opere
- 1890-1899: ciclo di dipinti della chiesa di Santa Maria Paganica L'Aquila (perduto a causa del sisma del 2009);
- 1902: Allegoria della pietà, atrio, Ospedale San Salvatore, L'Aquila;
- 1903: Angelo custode, chiesa di Santa Maria dei Raccomandati, San Demetrio ne' Vestini (AQ);
- 1905: Allegoria della cultura, scalone monumentale, biblioteca provinciale Salvatore Tommasi, L'Aquila (perduto a causa del sisma del 2009);
- 1905-1908: Madonna immacolata, chiesa di San Filippo Neri, Sulmona (AQ);
- 1907: Ritratto postumo di Teofilo Patini, Pinacoteca Patiniana, Castel di Sangro (AQ);
- 1908: Madonna del Rosario con San Domenico e Santa Caterina da Siena, chiesa di Santa Maria della Tomba, Sulmona (AQ);
- 1908: Alla stazione, collezione privata, L'Aquila;
- 1910 circa: Paesaggio, Museo nazionale d'Abruzzo, L'Aquila;
- 1912: La lavandaie, collezione privata, Teramo;
- 1914: Allegoria delle arti e dell'artigianato, Sala rossa, Teatro comunale, L'Aquila (parzialmente distrutto a causa del sisma del 2009).